# Sombrinha
Montgomery Ferreira Nunis, né le 30 août 1959 à São Vicente, plus connu sous le nom de Sombrinha, est un chanteur, compositeur, joueur de cavaquinho, bandolim, banjo et guitare classique brésilien. Il est le fondateur du groupe Fundo de Quintal.

## Biographie
Montgomery Ferreira Nunis naît à São Vicente le 30 août 1959.
Fils de musicien, il apprend à jouer de la guitare à l'âge de neuf ans. Autour de cet à l'âge de neuf ans, il participe aux cercles de choro qui ont lieu dans sa maison. 
À 14 ans, son père lui offre une guitare à 7 cordes et il commence à jouer dans des boîtes de nuit. En 1977, à l'âge de 18 ans et déjà professionnel, il enregistre avec Baden Powel et le Os Originais do Samba.
Il joue de la guitare à 6 et 7 cordes, du cavaco, du banjo et de la mandoline.
En 1979, il s'installe à Rio de Janeiro où il fonde le groupe Fundo de Quintal avec Almir Guineto, Jorge Aragão, Bira Presidente, Ubirany, Sereno et Neoci.
En 1980, il commence à composer et sa première chanson, Marcas no Leito, en partenariat avec Jorge Aragão, est enregistrée par la chanteuse Alcione. Aujourd'hui, il existe plus de 300 enregistrements, réalisés par de grands interprètes tels que Beth Carvalho, Zeca Pagodinho, Jorge Aragão, Dona Ivone Lara, Chico Buarque et Caetano Veloso, ainsi que beaucoup d'autres.
Il passe 12 ans dans le groupe Fundo de Quintal, où il connaît un grand succès avec 12 disques ; il le quitte en 1991 pour poursuivre une carrière solo et enregistre 2 disques. En 1995, à la demande d'Arlindo Cruz, ils forment le célèbre duo de samba Arlindo Cruz e Sombrinha, qui dure 7 ans et produit 5 disques.
Il relance sa carrière solo avec le CD Derramando Alegria.